# Trunkale Hyperhidrose
Als trunkale Hyperhidrose wird das übermäßige Schwitzen am Rumpf (vor allem am Rücken) bezeichnet. Diese Art der Hyperhidrose kommt zwar verhältnismäßig selten vor, ist für Betroffene jedoch ebenso belastend wie eine verstärkte Absonderung von Schweiß an Händen und Füßen.

## Ursachen
Schwitzen ist eine natürliche Reaktion des Körpers und dient der Thermoregulation. Das heißt, dass sich die Körpertemperatur durch die Absonderung von Schweiß und dessen Verdunstung auf der Haut verringert. Bei hohen Außentemperaturen oder körperlicher Anstrengung schwitzt der Mensch also, um nicht zu überhitzen. Neben dem Transpirieren am Rumpf (beziehungsweise Rücken) aufgrund von Temperaturveränderungen, sind jedoch auch folgende Auslöser möglich:
- Übergewicht
- Stress
- scharfe Speisen
- Koffein, Alkohol, Nikotin und andere Drogen

Neben diesen Ursachen des Schwitzens kommen aber auch krankhafte Auslöser für eine trunkale Hyperhidrose infrage.
Dazu zählen:
- Erkältung oder Grippe
- Überfunktion der Nebennieren oder Schilddrüse
- Diabetes mellitus (Zuckerkrankheit)
- Verengung der Herzkranzgefäße (koronare Herzkrankheit)
- Polyneuropathie (Erkrankung des peripheren Nervensystems)
- Wechseljahre bei der Frau (Hitzewallungen)

## Untersuchung
Um festzustellen, ob das Schwitzen am Rumpf krankhaft ist, erfolgt eine persönliche Patientenbefragung, die sogenannte Anamnese. So kann der Mediziner feststellen, ob eine generalisierte Hyperhidrose (also das Schwitzen am ganzen Körper) oder eine lokale Hyperhidrose vorliegt und nur einige Körperstellen, wie beispielsweise Achseln oder Hände, betroffen sind. Auch kann er hier mögliche Auslöser, wie einen ungesunden Lebensstil oder anhaltende Nervosität, ausfindig machen.

## Behandlung
Eine Möglichkeit, die Schweißflecken am Rücken einzudämmen, sind beispielsweise Antitranspirantien mit Aluminiumchlorid. Diese verringern die Aktivität der Schweißdrüsen und dämmen somit die Abgabe von Schweiß ein. Antitranspiratien sind in Form von Sprays, Cremes oder auch als Tücher erhältlich, die sich am Rumpf anwenden lassen.
Weiterhin kommt die Iontophorese als Behandlungsoption in Betracht. Hierbei werden die betroffenen Körperstellen in ein Wasserbad gelegt oder mit in Wasser getränkten Schwämmen versehen. Anschließend erzeugt eine Spannungsquelle einen schwachen Gleich- oder Pulsstrom, sodass ein Stromfluss über die betroffenen Körperareale stattfinden kann.
Neben diesen Methoden empfehlen sich auch einige Hausmittel bei starkem Schwitzen und Hyperhidrose am Rumpf.
Dazu gehören:
- Apfelessig (schwitzende Stellen damit betupfen)
- Salbei (dreimal täglich eine Tasse Salbei-Tee trinken)
- Bockshornklee (Tinktur aus der Apotheke als Badezusatz)
- Walnussblätter (Tee aus Blättern aufbrühen und dreimal täglich eine Tasse trinken)

Auch Natriumhydrogencarbonat (Natron) empfiehlt sich als Hausmittel gegen Schwitzen. Das Natronpulver mit Wasser so anrühren, dass ein Brei entsteht. Diese Paste dann auf die betroffenen Stellen auftragen und nach einer Viertelstunde abwaschen.

## Vorbeugung
Um Schweißflecken zu reduzieren, empfehlen sich einige vorbeugende Maßnahmen:
- Umhängetasche statt Rucksack nutzen
- Zwiebelprinzip anwenden (leichte Kleidung in mehreren Schichten tragen)
- im Sommer luftige, lockere Anziehsachen wählen

Kleidung mit einem hohen Anteil an Baumwolle und Leinen vermindert außerdem Schweißgeruch.